# Timmenrode
Timmenrode è una frazione della città tedesca di Blankenburg (Harz), nel Land della Sassonia-Anhalt.
Comune indipendente fino al 2009, dal 1º gennaio 2010 è stato incorporato nel comune di Blankenburg (Harz) insieme ai comuni di Heimburg, Hüttenrode, Cattenstedt, Wienrode e alla città di Derenburg.